# El Puerto de Santa María
El Puerto de Santa María là một đô thị trong tỉnh Cádiz, Tây Ban Nha. Theo điều tra dân số 2005 đô thị này có dân số là 82306 người.

## Dân số
| 1999   | 2000   | 2001   | 2002   | 2003   | 2004   | 2005   |
| ------ | ------ | ------ | ------ | ------ | ------ | ------ |
| 75.097 | 75.478 | 76.538 | 77.747 | 79.889 | 80.658 | 82.306 |

Source: INE (Tây Ban Nha)

## Thành phố kết nghĩa
- Ermoupoli, Hy Lạp
- La Güera, Tây Sahara
- Coral Gables, Hoa Kỳ

## Hình ảnh

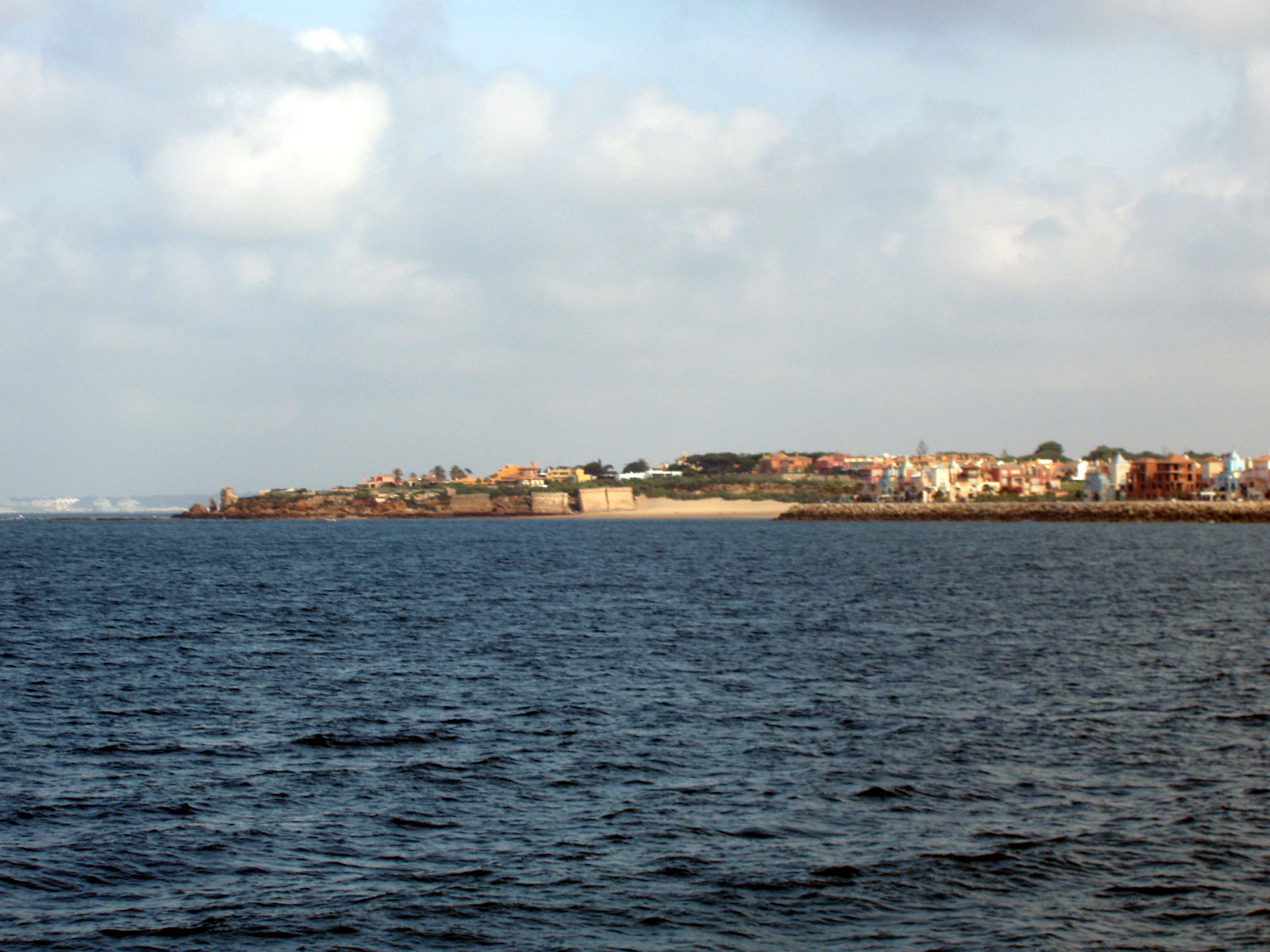
"La Muralla" beach from the see
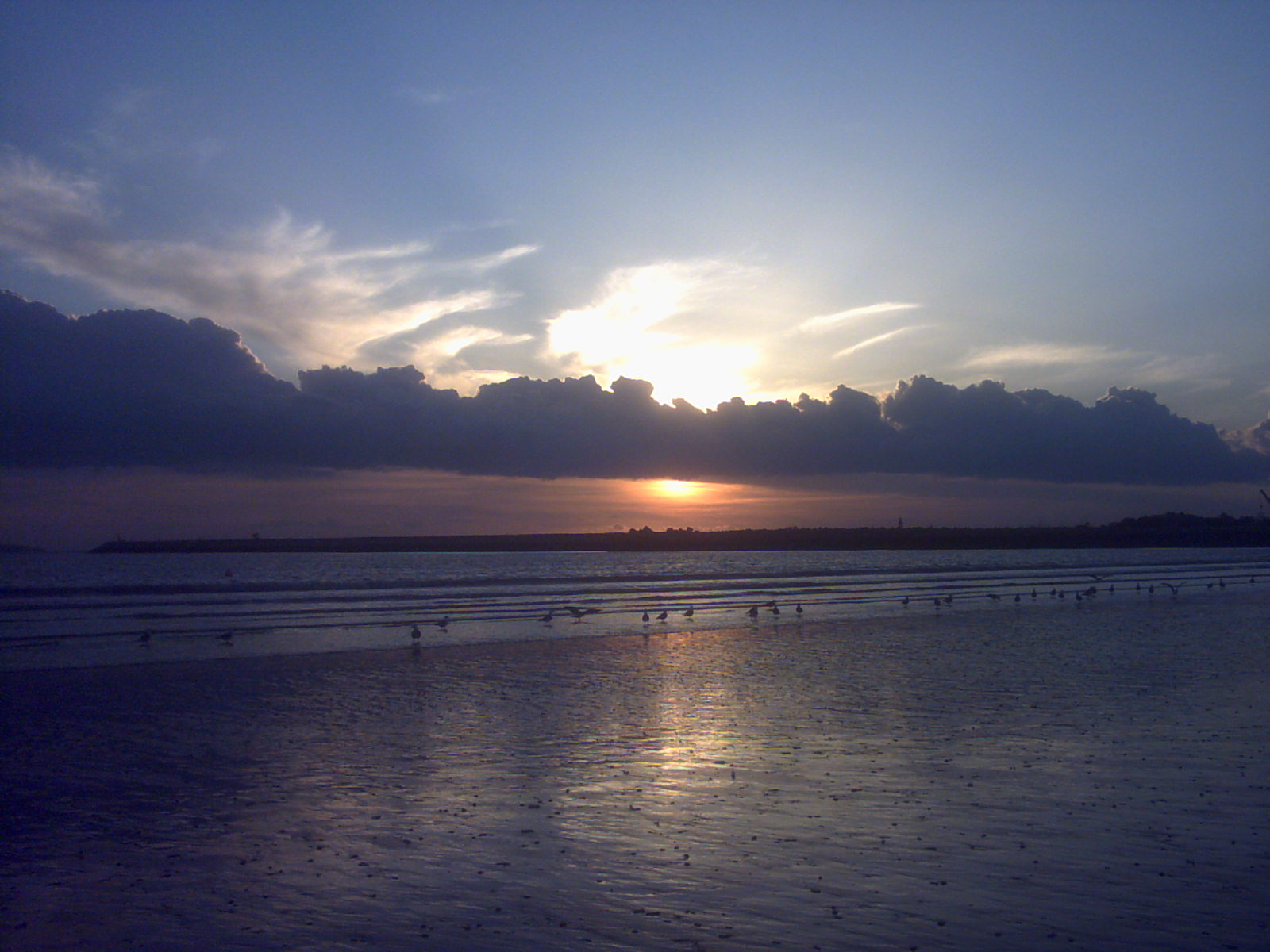
Sunset in Valdelagrana
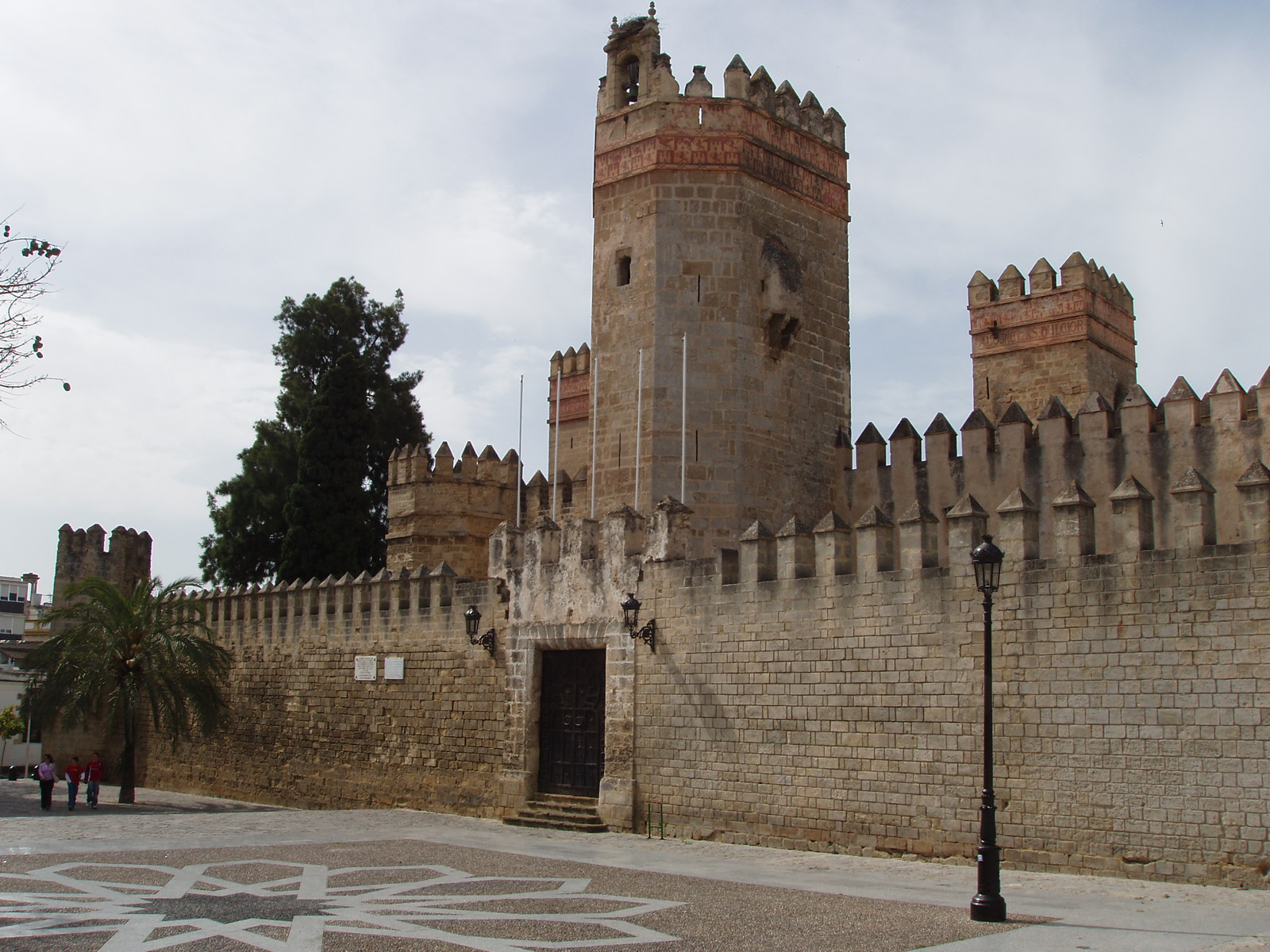
San Marcos Castle
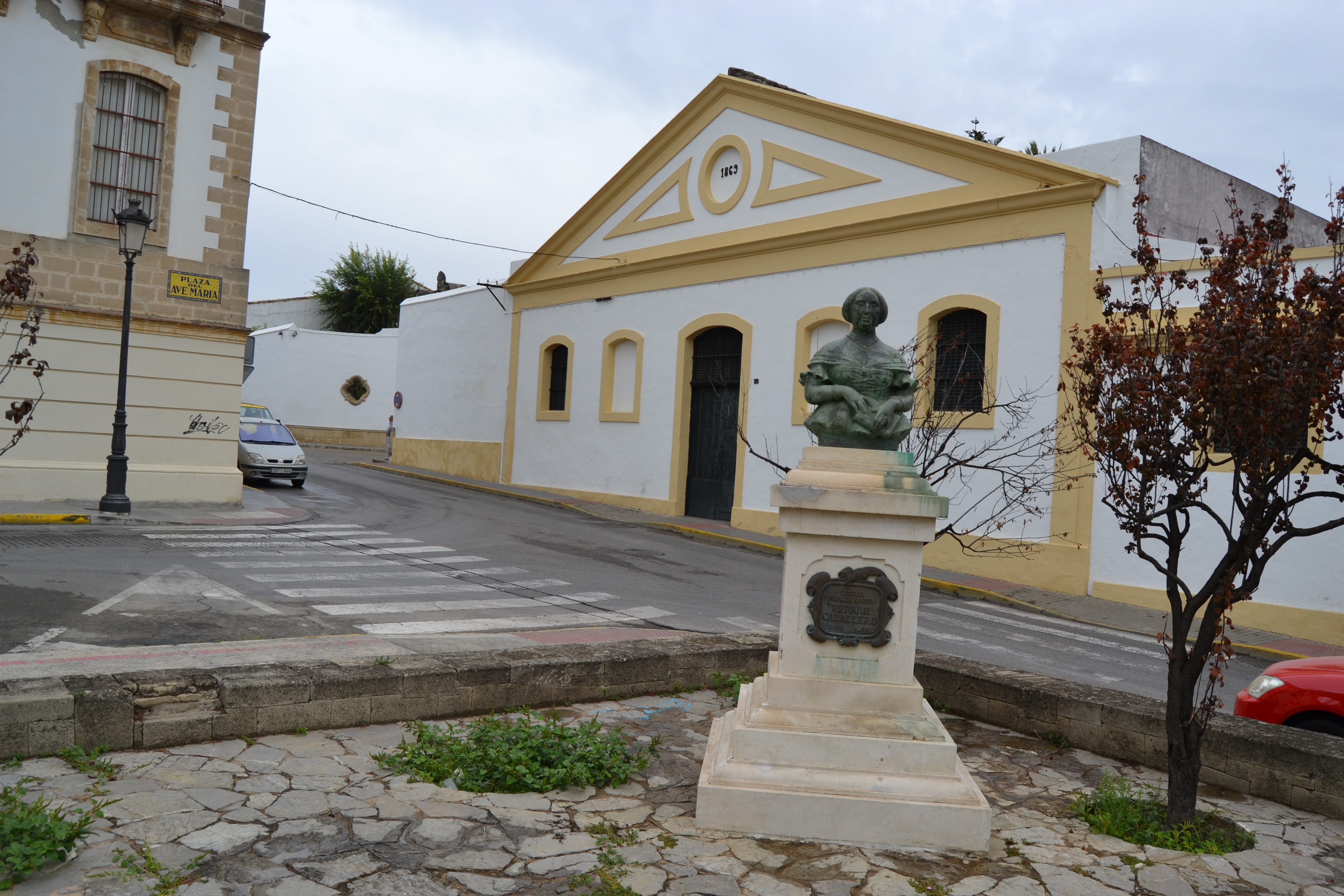
Ave María Square
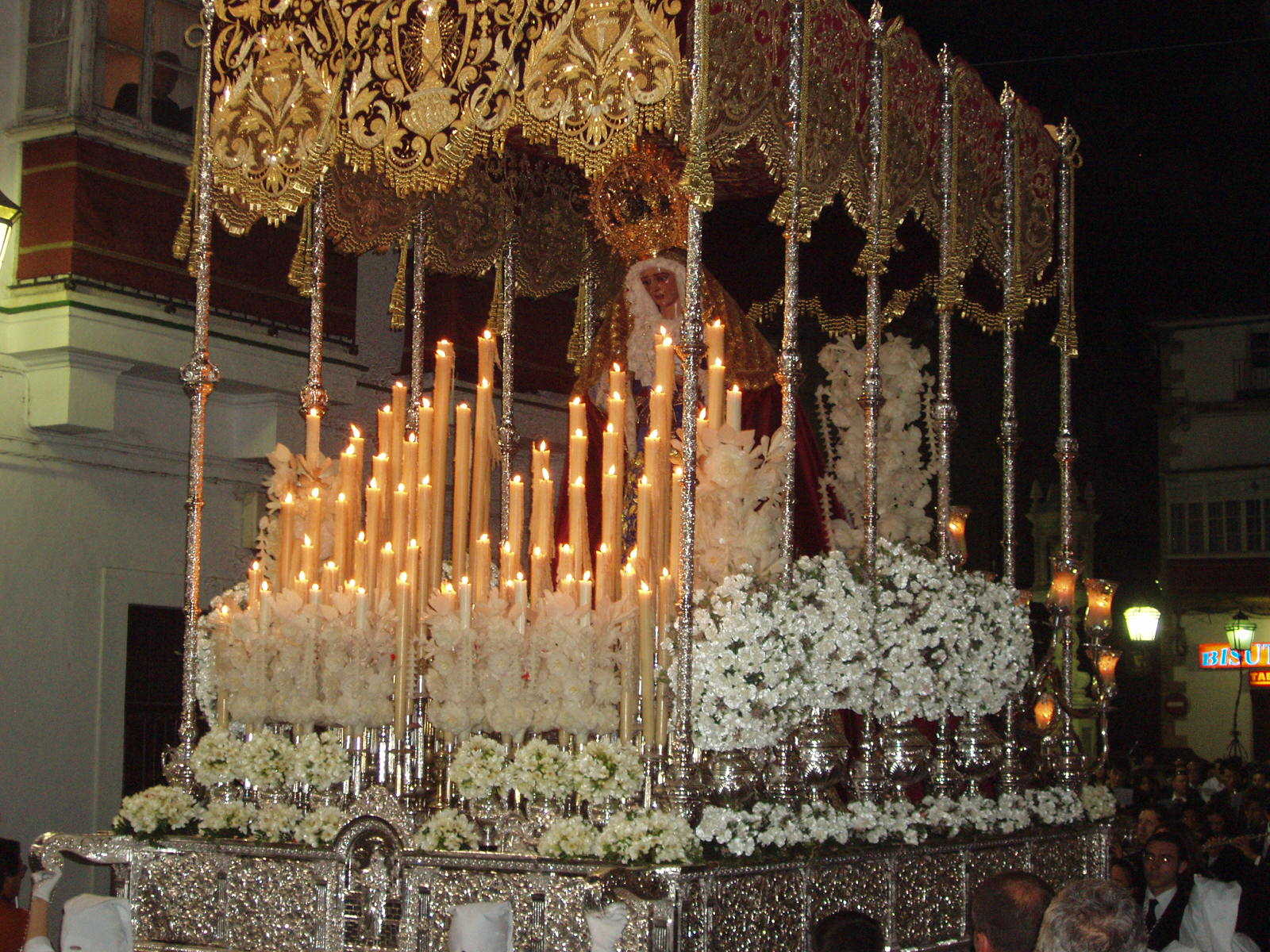
Our Lady of Amargura
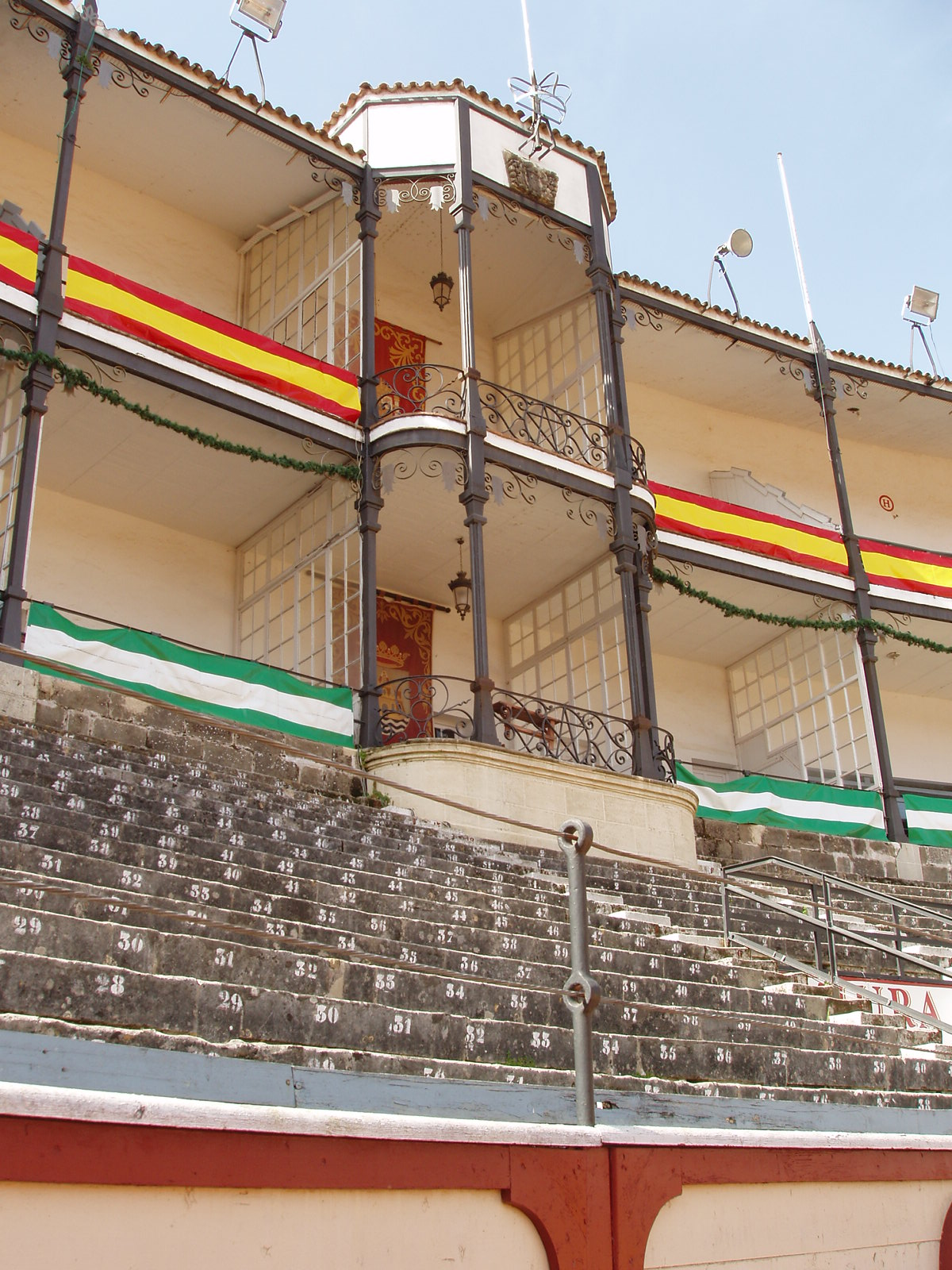
Bull ring
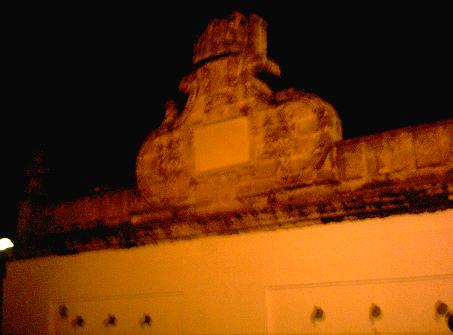
Galeras fountain
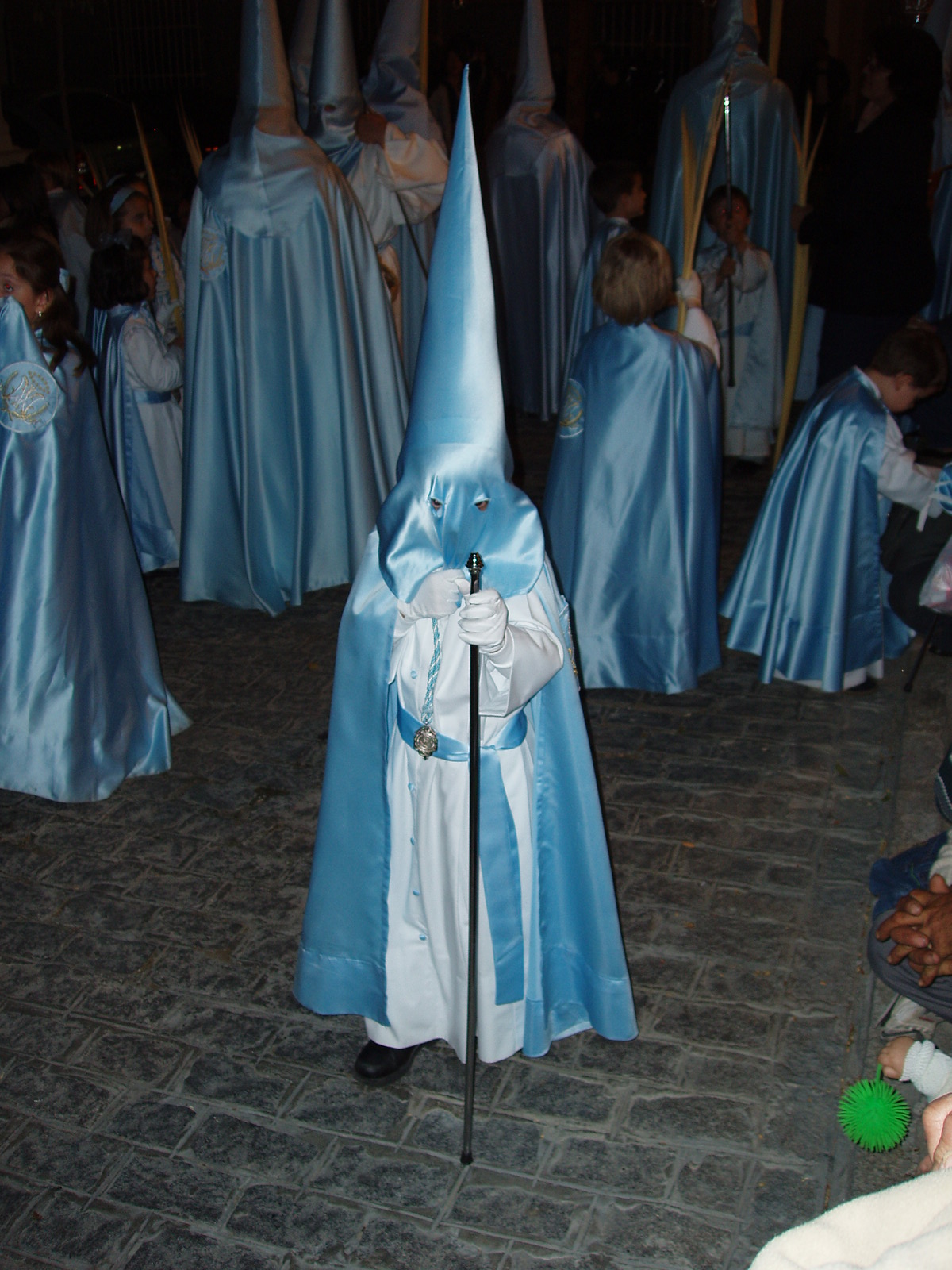
Penitente
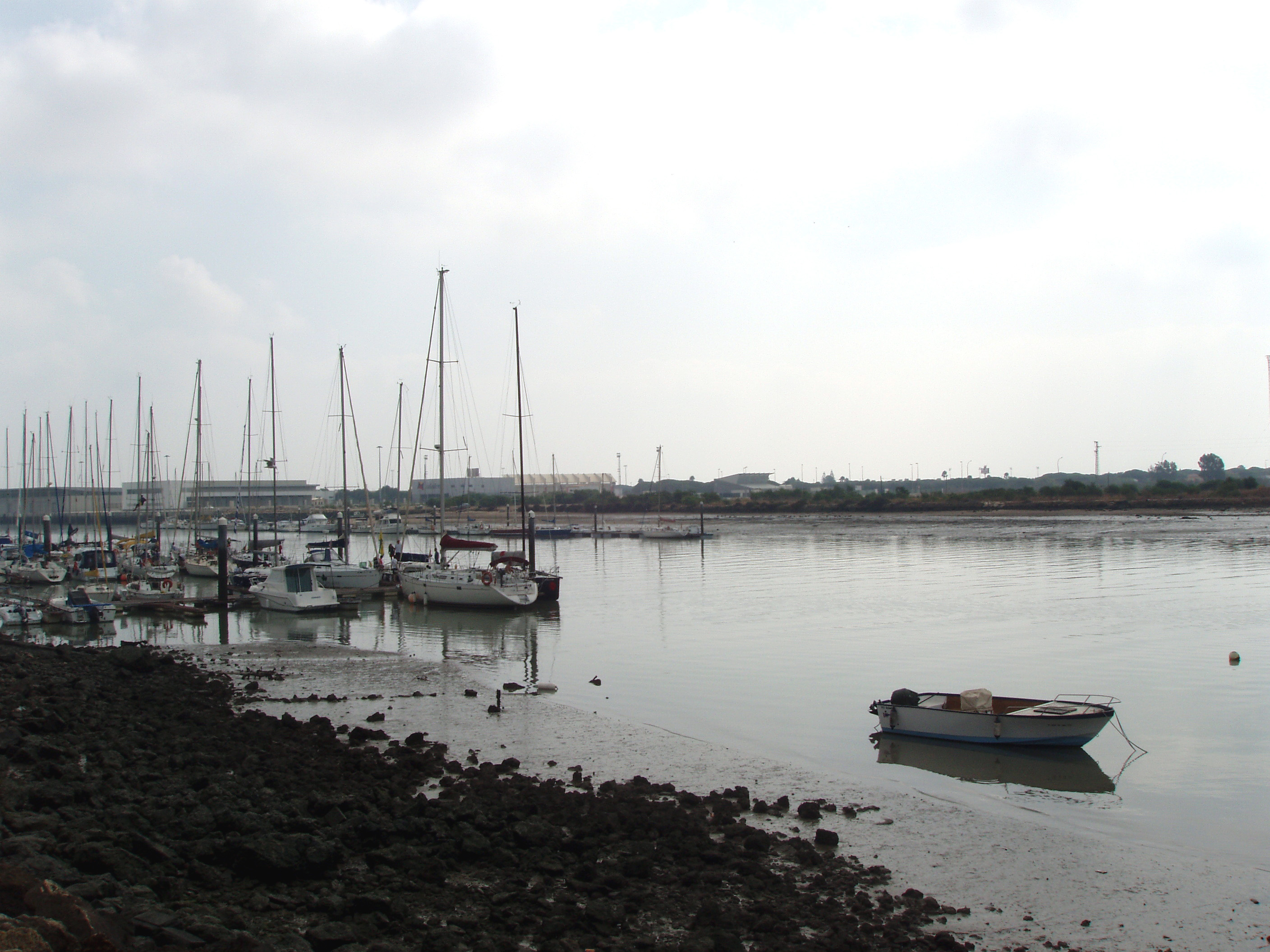
Guadalete River
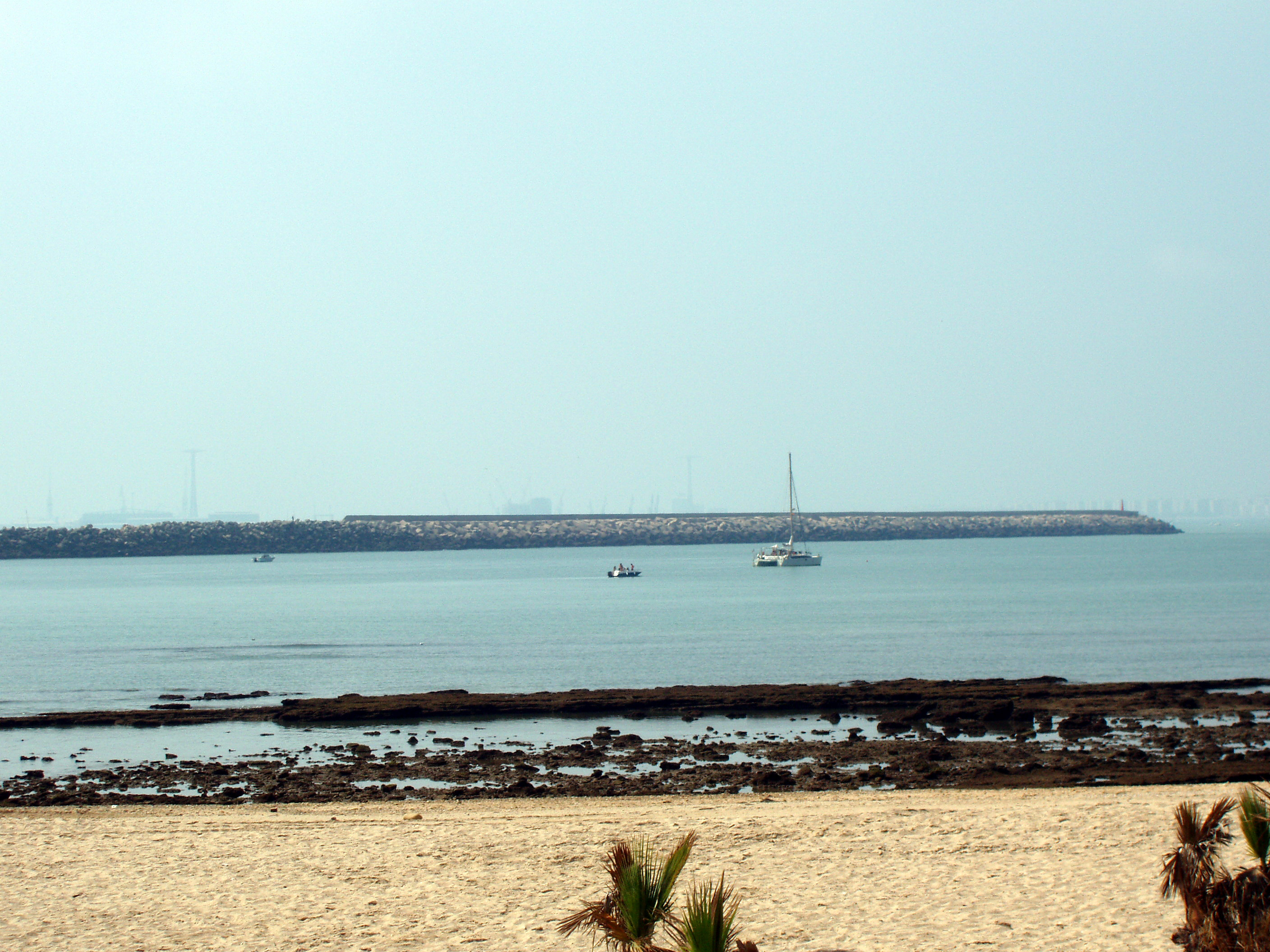
Puntilla Beach
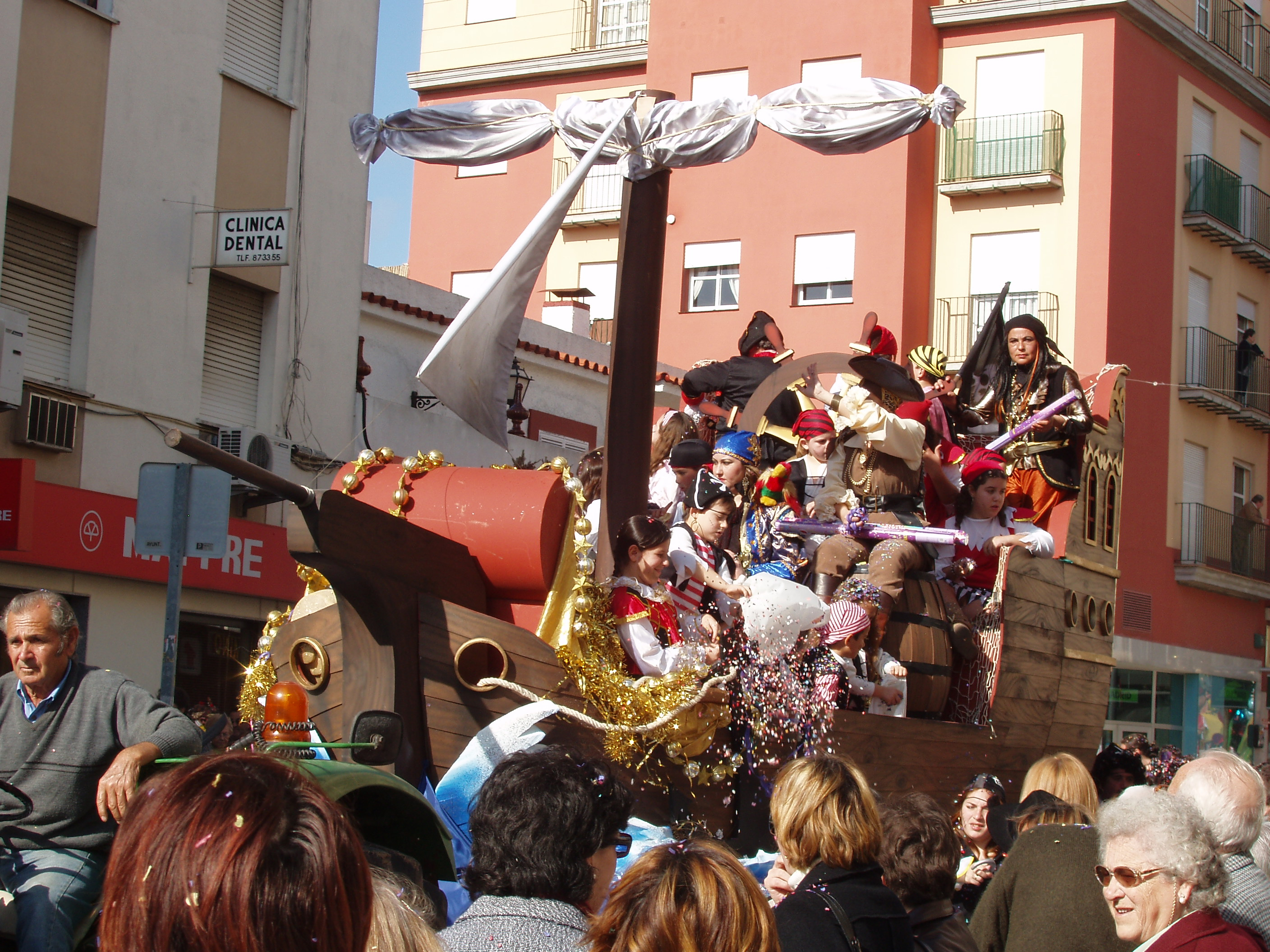
Carnival 2007